# Игуманија Харитина (Мидић)
Харитина (световно Миланка Мидић; Прељина, код Чачка, 11. април 1934 — Манастир Ралетинац, 10. октобар 2005) била је српска игуманија и старешина Манастира Ралетинаца.

## Биографија
Игуманија Харитина (Мидић) рођена је 11. априла 1934. године у Прељини код Чачка од побожних родитеља Миољка и Перке Мидић, на крштењу је добила име Миланка.
Основно образовање завршила је у Прељини. У Манастир Сретење на Овчару долази 1955. године код игуманије Јоване Србовић где је била до 1960. године када долази у Епархију шумадијска код епископа Валеријана Стефановића у Манастир Грнчарицу 1961. године.
Замонашена је 20. августа 1961. године у Манастиру Грнчарици добивши монашко име Харитина. Монахиња Харитина је по благослову надлежног епископа Валеријана прешла у Манастир Ралетинац код игумана Гаврила Димитријевића.
Мати Харитина постала је игуманија Манастира Ралетинац 1977. године и била је старешина пуних 45 година. Упокојила се у Господу 10. октобара 2005. године у Манастиру Ралетинац.

## Награде
- 2012: Награда Браћа Карић